# Piedad Bonnett
Piedad Bonnett (Amalfi, Antioquia, 1951) és una escriptora colombiana. Ha escrit poesia, novel·la, teatre, i crítica literària. Ha guanyat premis de poesia. La seva família s'instal·là a Bogotà quan tenia 8 anys i estudià Filosofia i Lletres a la Universidad de los Andes on és professora des del 1981.

## Obres
- De círculo y ceniza, 1989
- Gato por liebre, teatro 1991
- Nadie en casa, 1994
- El hilo de los días, 1995
- Ese animal triste, 1996
- Que muerde el aire afuera, 1997
- Se arrienda pieza, teatre
- Sanseacabó, teatre
- No es más que la vida (ant.), 1998
- Todos los amantes son guerreros, 1998
- Después de todo, 2001
- Imaginación y oficio, 2003
- Para otros es el cielo, 2004
- Siempre fue invierno, 2007
- Los privilegios del olvido, 2008
- Las herencias, 2008
- Las tretas del débil, 2008
- Explicaciones no pedidas, 2011
- El prestigio de la belleza, 2010
- Lo que no tiene nombre, 2013
- Algún día nos iremos, 2013

## Premis
- Premio Nacional de Poesía, Instituto Colombiano de Cultura, 1994.[3]